# Couche de forme
La couche de forme est une couche particulière de la chaussée située entre la Partie Supérieure du Terrassement (PST) et la couche d'assise. Elle permet notamment d'adapter les caractéristiques aléatoires et dispersées des matériaux qui constituent la PST (en remblai ou en du terrain en place) aux caractéristiques mécaniques, géométriques, hydrauliques et thermiques prises comme hypothèses dans la conception de la structure de chaussée. Les mêmes exigences sont valables pour d'autres constructions comme les voies ferrées, les plateformes de bâtiment, les voiries à faible trafic.
La surface supérieure de cette structure constitue la « plate-forme support de chaussée » dans le cas des routes. Selon les projets, la couche de forme sera :
- inexistante car inutile lorsque les matériaux constituant le remblai ou le sol en place ont eux-mêmes les qualités requises ;
- limitée à l'apport d'une seule couche de matériau ayant les caractéristiques nécessaires : c'est le concept traditionnel de la couche de forme ;
- constituée d'une superposition de couches de matériaux différents répondant à des fonctions distinctes.

## Technique
La couche de forme est de structure plus ou moins complexe suivant la qualité du sol devant recevoir la chaussée. Elle va jouer le rôle de plateforme pour que les couches suivantes soient parfaitement résistantes et assurer également un rôle de transition avec le sol support pour s'affranchir des évolutions naturelles de celui-ci (état hydrique, portance, gélivité...).
La conception de la couche de forme doit répondre à des objectifs de court terme comme supporter la circulation des engins de chantiers, et à des objectifs de long terme, en rapport avec le dimensionnement de la structure. Les paramètres qui entrent en ligne de compte pour sa conception sont :
- le classement de la PST-AR en place et la sensibilité au gel des matériaux qui la constituent ;
- l'hydrologie et l'hydrogéologie du site (définition du besoin de drainage...) ;
- la nature et l'état des matériaux envisageables pour réaliser la couche de forme ;
- les conditions météorologiques prévisibles au moment des travaux ;
- les phasages envisagés entre la réalisation de la PST, de la couche de forme et les structures à venir ;
- les prévisions en termes de trafic de chantier sur la plate-forme ;
- l'indice de gel de référence IR ;
- les contraintes environnementales : bruit, poussières, vibrations...

## Nature des matériaux utilisés

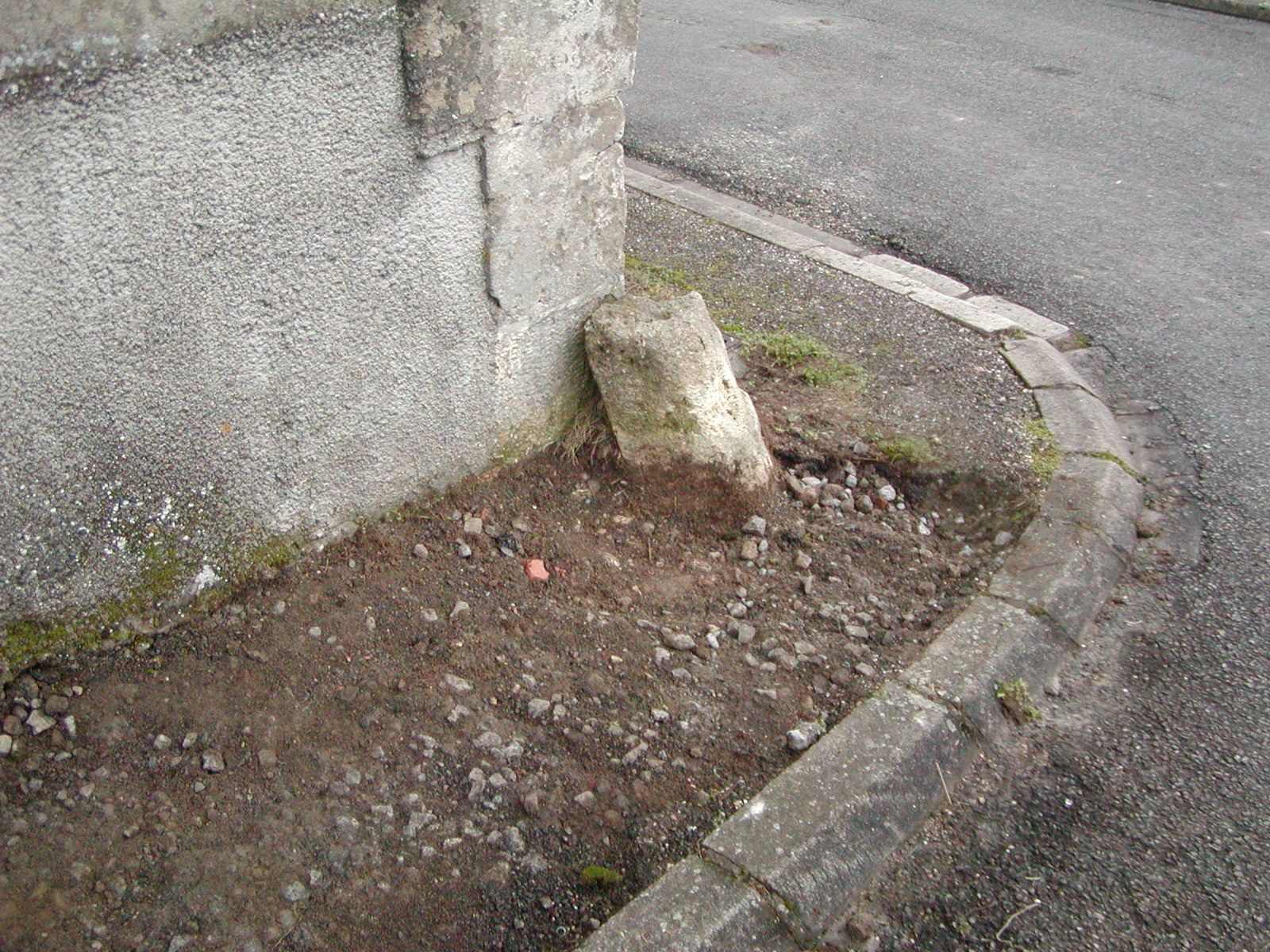
Tour de volet revêtu en enrobé directement sur le sol d'origine (ni couche de base, ni couche de fondation)

C'est en général la norme NF P 11-300 qui définit la classification des matériaux naturels utilisables pour les couches de remblais et les couches de forme. Le GTR permet de faire ensuite le dimensionnement de la plate-forme (classification, épaisseur, compactage) en fonction de la classe de PST/AR sous-jacente. Le dimensionnement au gel intervient ensuite pour respecter les exigences de résistance au gel définis par le maître d'ouvrage. Dans certains cas, il peut être fait référence à la norme sur les Graves Non Traitées mais ce n'est pas une obligation. Le GTS permet d'optimiser le dimensionnement de la couche de forme en améliorant les performances mécaniques des matériaux naturels à l'aide de traitement à la chaux et/ou aux liants hydrauliques.
Selon les cas, la nature des matériaux peut intégrer des exigences particulières comme :
- être peu ou non-gélif, c'est-à-dire être plus ou moins sensible aux phénomènes de cryosuccion et aux chutes de portance au moment du dégel ;
- être (ou non) drainante pour assurer si besoin une évacuation aux eaux internes à la structure ou éviter les remontées d'eau souterraines[6] ;
- être d'une certaine granulométrie pour les besoins de réglage fin ou de traitement en place ;
- présenter une certaine résistance aux contraintes de chantier (au choc, avec prise en compte du coefficient LA coefficient Los Angeles ou à l'usure, avec prise en compte du MDE coefficient micro-Deval en présence d'eau).

Les couches de forme font en général l'objet d'une conception intégrée à la phase des terrassements. Ceci permet de valoriser les matériaux de déblais du site et d'optimiser le dimensionnement de la plate-forme, y compris de la Partie Supérieure des Terrassements. L'ensemble des exigences définies ci-dessus sont examinées dans ce cadre. La solution finale permet généralement de préconiser la mise en œuvre de la couche de forme, en précisant : l'épaisseur, la classe de plate-forme visée, l'objectif de compactage à respecter, la nature des matériaux avec ou sans traitement à mettre en œuvre, la couche de protection éventuelle et les dispositifs éventuellement associés (drainage), l'exigence en termes de pente et d'altimétrie.
La réception de la couche de forme est prononcée au vu du respect de chacun de ces différentes exigences. Le Cahier des Clauses Techniques Particulières (CCTP) précise les performances à atteindre pour chacun de ces points.